# Boscova lahvice

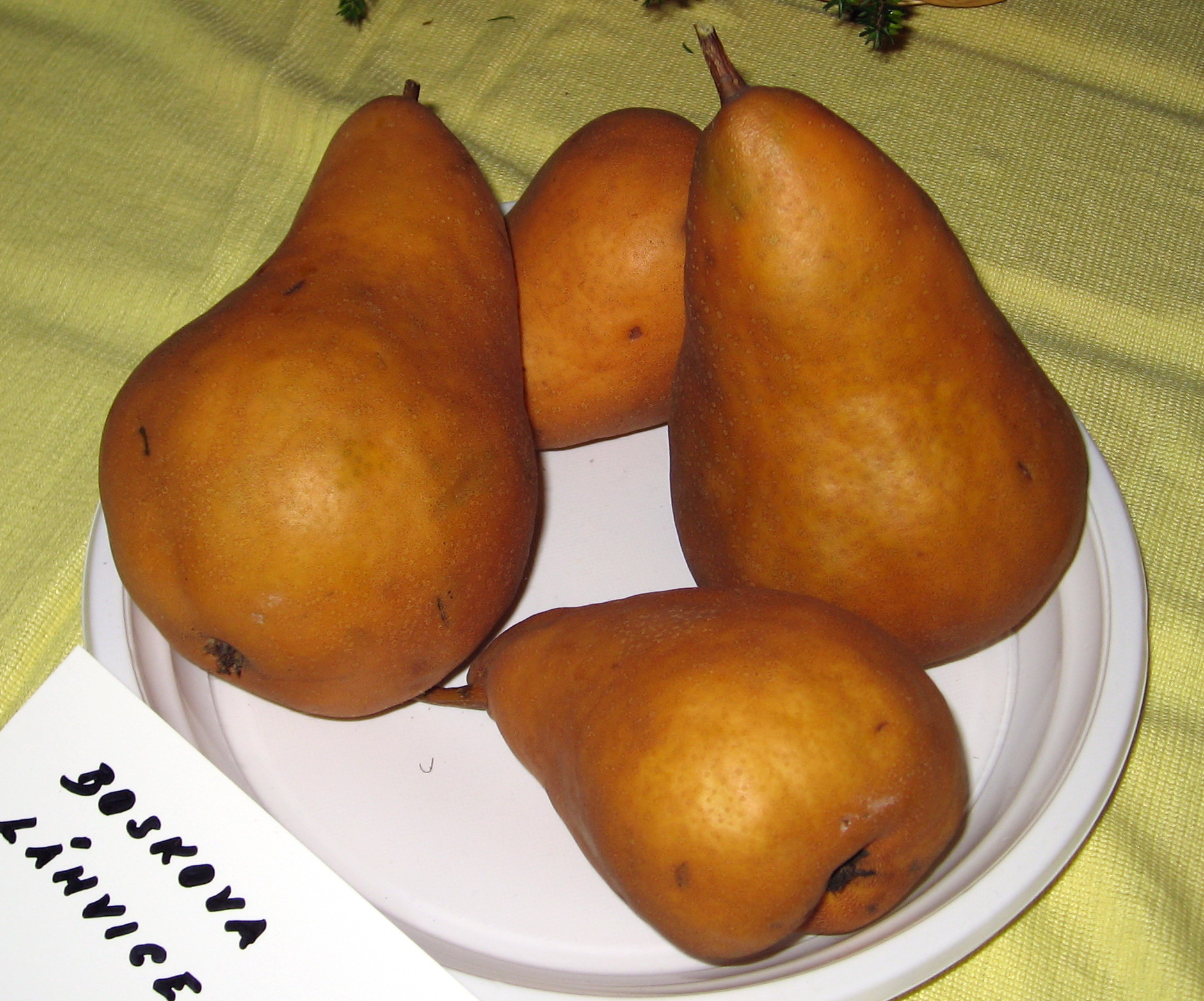

Boscova lahvice (Pyrus communis 'Boscova lahvice') je ovocný strom, kultivar druhu hrušeň obecná z čeledi růžovitých. Plody jsou řazeny mezi odrůdy podzimních hrušek,  sklízí se v září, dozrává koncem října, skladovatelné jsou do listopadu. V chladírně vydrží až 4 měsíce. Odrůda je nebo byla pěstována na různých kontinentech, všude, kde je možné hrušně pěstovat. Je stále velmi oblíbená.

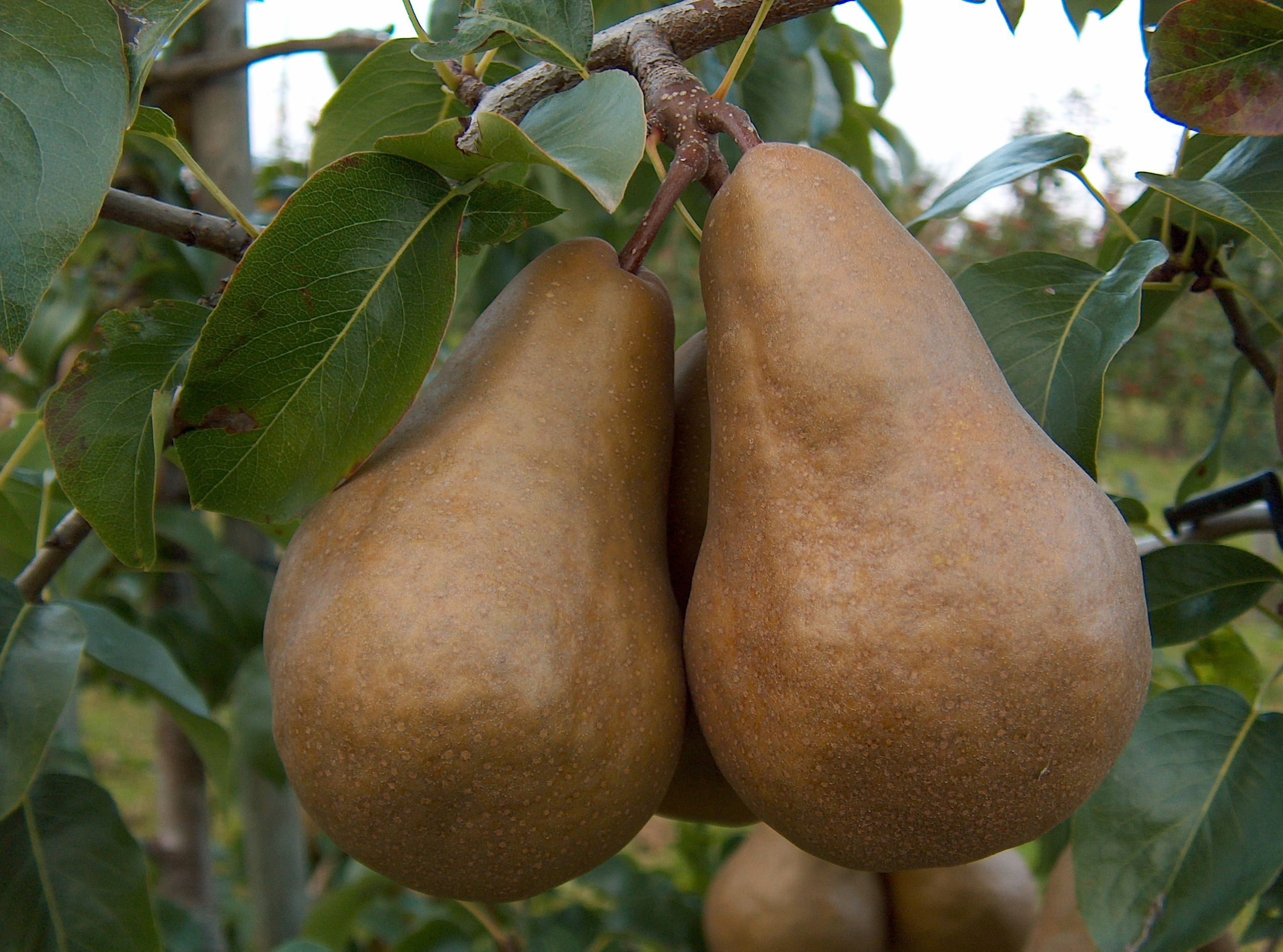
Plodí ve shlucích i jednotlivě.

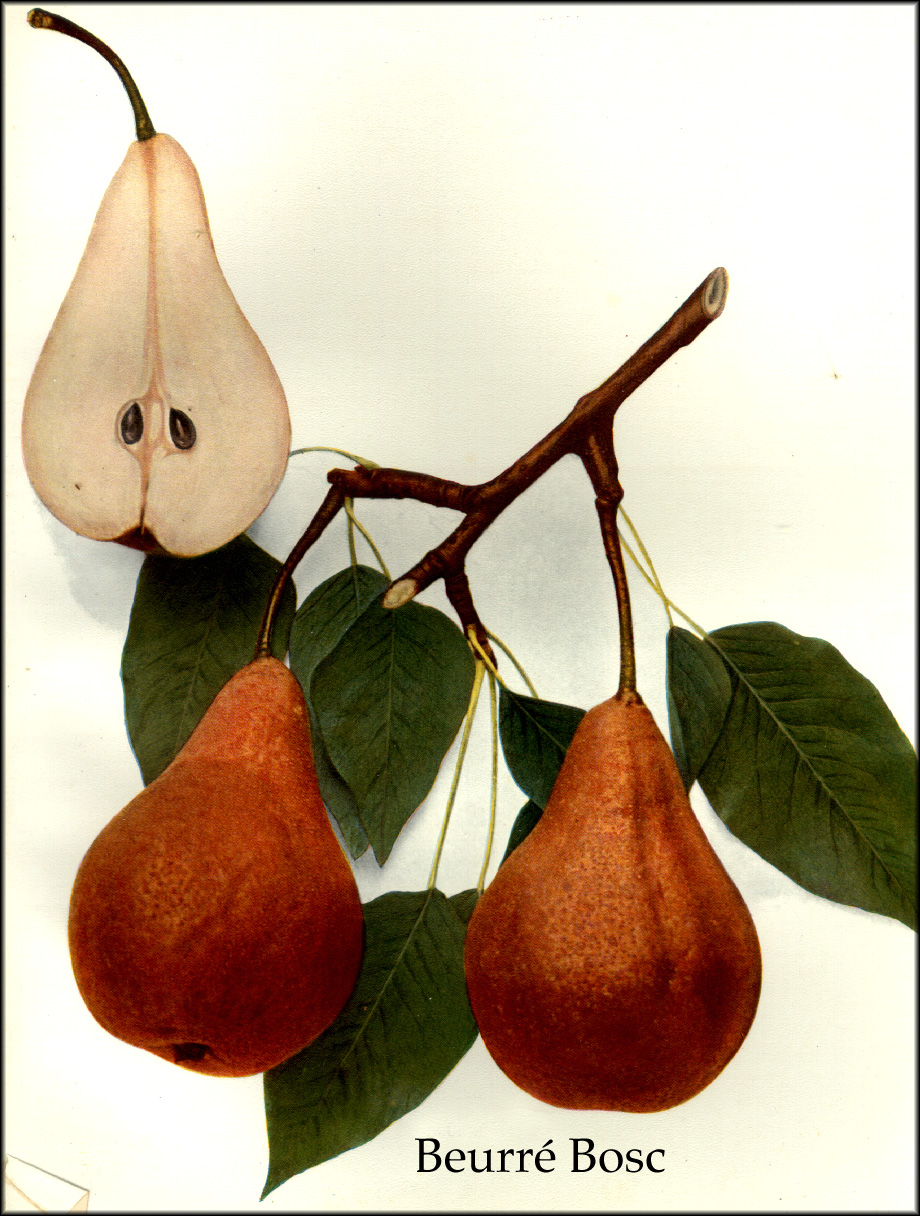
Popisný obrázek

## Historie

### Původ
Není s jistotou známo, jak a kde byla vyšlechtěna. Odrůda byla buď vysázena profesorem van Monsem v roce 1807 v Belgii, a z tohoto od roku 1810 ji šířil Hadrian Diel, nebo byla objevena ve Francii jako nahodilý semenáč u Aprémontu v roce 1826.
Byla pojmenována Boscova lahvice podle přírodovědce Louise Augustina Guillauma Bosca. Hadrian Diel odrůdu pojmenoval „Kaiser Alexander“, pravděpodobně podle Alexandra I. v roce 1820.

### Synonyma
česká
Kalebaska, Koruna, Korunní, Velká Koruna
cizí
Alexanderbirne, Alexandra, Beurré de Bosc, Beurré d'Apremont, Bosc, Bosc pear, Boscs Flaschenbirne, Calabasse Bosc, Kaiser, Kaiser Alexander, Kaiserbirne, Kaiserkrone

## Vlastnosti
Odrůda je cizosprašná. Vhodnými opylovači jsou Clappova, Konference, Madame Verté, Williamsova. Je dobrým opylovačem.

### Růst

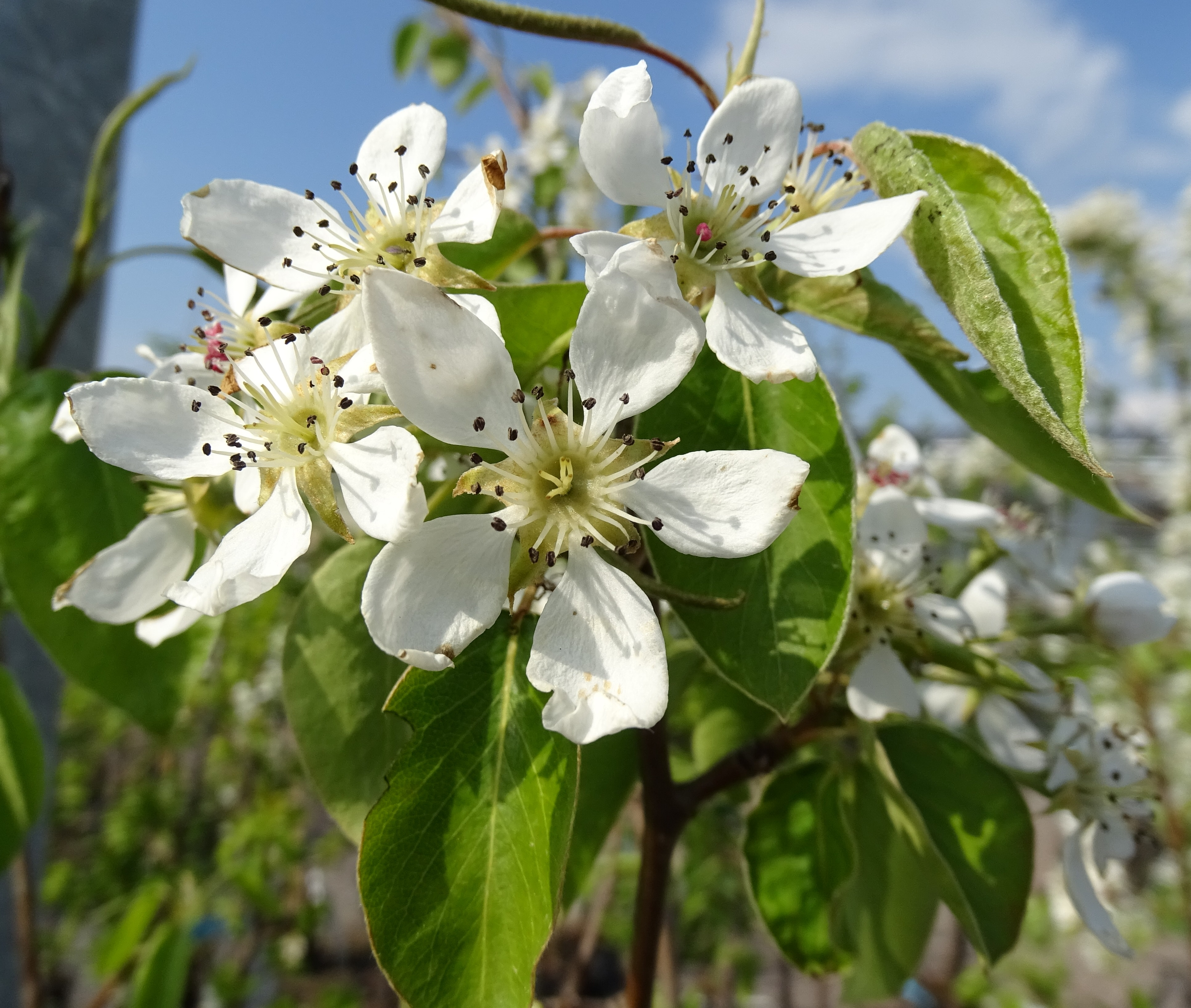
Pyrus communis kultivar Boscova [https://studio.youtube.com/video/pdpiI8nqr5E/edit lahvice

Růst odrůdy je střední. Habitus koruny je pyramidální, po zmlazení silně zahušťuje. Vytváří velké stromy při pěstování jako vysokokmen.

## Plodnost
Plodí pozdně, hojně a pravidelně.

## Plod
Plod je lahvicovitý, střední. Slupka hladká, rzivá, žlutozelené zbarvení se zráním mění na žluté. Dužnina je nažloutlá se sladce navinulou chutí, jemná, aromatická, výborná.

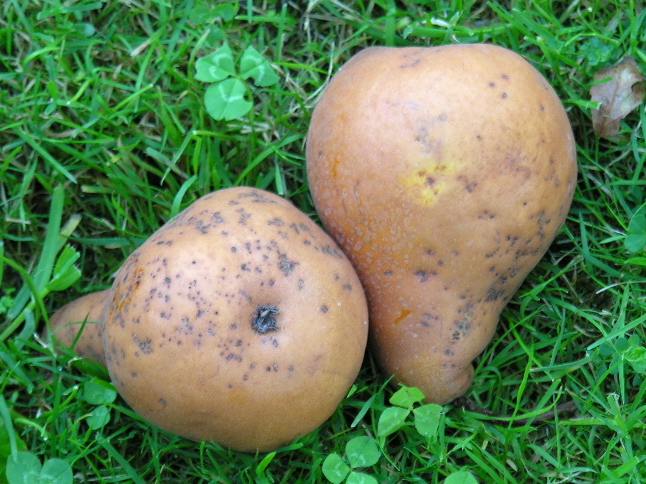
Strupovitost hrušní

## Choroby a škůdci
Odrůda je náchylná strupovitosti. Stejně jako ostatní odrůdy bývá napadána rzí a není odolná proti spále.

## Použití
Je vhodná ke skladování a přímému konzumu. Odrůdu lze použít do všech středních a teplých poloh do hlubokých, přiměřeně vlhkých půd.